# Ein starkes Team: Wespennest
Wespennest ist ein deutscher Fernsehfilm von Martin Kinkel aus dem Jahr 2017. Es handelt sich um die 72. Folge der Krimiserie Ein starkes Team mit Florian Martens und Stefanie Stappenbeck in den Hauptrollen. Es ist der achte Einsatz von Linett Wachow an der Seite von Otto Garber.

## Handlung
Die Hausfrau Franziska Kubsch wird in ihrem Haus erstochen aufgefunden. Die Ermittler Otto Garber, Linett Wachow und Sebastian Klöckner nehmen die Ermittlungen auf. Bei der Durchsuchung des Hauses findet Linett den total verstörten Sohn, der sich in einem Schrank versteckt hatte. Die Ermittler halten es für möglich, dass er den Mörder gesehen hat und nun unter Schock steht. Daher wird ein Kinderpsychologe hinzugezogen, der versuchen soll, das Vertrauen des Kindes zu gewinnen.
Teamchef Reddemann geht davon aus, dass Franziska Kubsch Opfer einer Einbrecherbande geworden ist, die sie ungeplant überrascht hatte. Derzeit häufen sich bei der Polizei Meldungen über Einbrüche organisierter Banden, die auch vor Mord nicht zurückschrecken dürften. Otto und Linett sind sich diesbezüglich nicht sicher. Es könnte sich auch um eine Verdeckungs- oder Beziehungstat handeln.
Sebastian Klöckner übernimmt die Befragung der Nachbarn in der Siedlung. Dabei stellt sich heraus, dass niemand aus der Wohngegend von dem Mord etwas mitbekommen haben will. Doch es gibt Erkenntnisse über Nachbarschaftsstreitigkeiten, die sich allerdings meist auf Ronnie Stelter beziehen und nicht gegen Franziska Kubsch. Stelter gibt an, ein gutes Verhältnis zu dem Opfer gehabt zu haben. Doch bei den Ermittlungen stellt sich heraus, dass es in der Freundschaft zwischen Frau Kubsch und Herrn Stelter Konflikte gab.
Obwohl eigentlich jeder der Nachbarn verdächtig zu sein scheint, stellt das Verhältnis der Kubschs zu den Behrendts eine Besonderheit dar. Carina Behrendt erklärt, dass sie schon seit Jahren mit Franziska Kubsch eng befreundet ist und sie immer davon geträumt haben, einmal Nachbarn zu sein und ihre Kinder zusammen aufwachsen zu sehen. Da Henry Kubsch gleich zwei Häuser in der Siedlung gekauft hatte, wovon er eins den Behrendts vermietete, wurde dieser Traum Wirklichkeit. Jetzt, wo der Mord passiert ist, lassen die Behrendts sogar Henry und seinen Sohn Finn bei sich im Haus wohnen, damit sie etwas Abstand und Ruhe finden können. Linett findet allerdings, dass Carina Behrendt den Ehemann der Verstorbenen etwas zu vertraut umsorgt. Auch um Finn bemüht sie sich, nach Aussage des Kinderpsychologen, wie eine zweite Mutter.
Noch während der Ermittlungen gelingt es dem „starken Team“, die Einbrecherbande zu stellen. Im Verhör leugnen die Männer, Franziska Kubsch erstochen zu haben. Da sie zum Tatzeitpunkt gerade einen anderen Einbruch getätigt hatten, genügt den Beamten dies als Beweis für ihre Unschuld. So müssen die Ermittler weiter nach Täter und Motiv suchen. Linett ist sich daher sicher, dass womöglich Carina Behrendt den Mann ihrer Freundin für sich allein haben wollte. Nach ihren Recherchen hatte sie mit ihm in der Vergangenheit schon einmal eine Affäre begonnen. Als die Ermittler hier nachhaken, finden sie heraus, dass die befreundeten Familien ein Geheimnis teilen. Weil Gero Behrendt zeugungsunfähig ist, war sein Freund Henry Kubsch „helfend“ eingesprungen. In der Nachbarschaft gab es nun erstes Gerede, weil sich die Kinder recht ähnlich sehen. Gero Behrendt liebt seine Tochter abgöttisch und wollte um keinen Preis, dass sie diese Wahrheit erfährt. Franziska Kubsch indessen hatte es satt, immer zu lügen. Sie wollte sich Finn und der Nachbarschaft outen. Da Gero Behrendt dies auf keinen Fall zulassen wollte, hatte er im Affekt Franziska Kubsch mit einem in der Küche liegenden Messer erstochen.

## Hintergrund
Wespennest wurde in Berlin gedreht und am 21. Oktober 2017 um 20:15 Uhr im ZDF erstausgestrahlt. 
Sputnik, dessen Rolle als Geschäftsmann in der Serie als ein Running Gag angelegt ist, arbeitet in dieser Folge als Pförtner im LKA und versucht in dieser Position gleichzeitig auch als Vertreter für Küchenhelfer zu agieren.

## Rezeption

### Einschaltquoten
Die Erstausstrahlung am 21. Oktober 2017 konnte 7,13 Millionen Zuschauern vor den Fernseher locken. Die entspricht einen Marktanteil von 23,8 Prozent. Von den jüngeren Zuschauern schalteten etwa 10,2 Prozent bei Folge Wespennest ein.

### Kritiken
Tilmann P. Gangloff zieht auf tittelbach.tv folgendes Urteil zu dieser Folge: „[...] die Besetzung ist mit unter anderem Marcus Mittermeier und Friederike Kempter durchaus namhaft, Stefanie Stappenbeck und Florian Martens als Ermittlerduo wie immer sehenswert; aber mehr als guter Durchschnitt im Rahmen dieser Gebrauchskrimi-Reihe ist ‚Wespennest‘ trotzdem nicht.“
Das Hamburger Abendblatt wertete: „Regisseur Martin Kinkel spinnt gekonnt ein Geflecht aus Misstrauen und Argwohn.“ „Die Berliner Villensiedlung ist so idyllisch, dass es unheimlich ist. […][doch] die Welt hinter den schicken Fassaden [ist] nicht so heil […], wie sie scheint.“
Ulrich Feld von der FNP meinte: „Schon erstaunlich, wie gut der ZDF-Dauerbrenner in seiner mittlerweile 72. Folge funktioniert – haushoch besser als der ähnliche Kölner ‚Tatort‘-Krimi ‚Nachbarn‘. Die Affären innerhalb der Siedlung sind hier nämlich nicht nur schön ausgedacht und gut mit der Handlung verzahnt. Drehbuchautor Alexander Hildebrand hat die Geschichte in ihren Dialogen außerdem noch mit jeder Menge feiner Gehässigkeiten angedickt. Dadurch entwickelt sich schon früh eine lauernde Spannung, die durch immer neue Aufdeckungen auch bis zum Ende nicht mehr nachlässt.“ Einziger „Schwachpunkt“ des Films ist die Figur des „Kriminalrat Lothar Reddemann, den Arnfried Lerche immer wieder als halbvertrottelten Vorgesetzten der Ermittler verkörpern muss.“
Die Osnabrücker Zeitung meinte dagegen, die Krimireihe „schwächelt schon seit längerer Zeit. Die Figuren, sogar die nach dem tragischen Tod der Schauspielerin Maja Maranow neu eingeführte Linett an der Seite von Otto, verlieren immer mehr ihre ursprünglichen Konturen. Berlin dient nur noch als Kulisse. Und die Fälle versinken im Befragungs-Einerlei. Alexander Hildebrand (Buch) und Martin Kinkel (Regie) verschenken nun in der aktuellen Episode das hohe Potenzial einer tödlichen Nachbarschaftsposse zugunsten eines konventionellen Fernsehkrimis, der leider alles außer spannend ist.“